# 世界の果ての十七歳
『世界の果ての十七歳』（せかいのはてのじゅうななさい）は、河合二葉による成人向け漫画、および連作のタイトル。コアマガジン『漫画ばんがいち』に掲載されていた。コミックス全1巻。
作者の言葉によると、兵士も武器も出てこない戦争物を描きたかった、とのこと。

## あらすじ
それは名も知らぬ小さな国で起こった戦争で、すぐに終結するはずだった。しかし、戦火が拡大し、資金・物資・兵士が提供され、気づけば3年近くが経過し、戦いの原因や目的を誰も口に出せなくなっていた。ナナリの父親はジャーナリストで、戦争の取材へ行き、戦死し、ナナリはいとこのイオの家に引き取られていた。少しずつ確実に、戦争はイオたちの生活に暗い影を投げかけてきており、そしてイオは18歳になろうとしていた。

## 登場人物
ナナリ
シリーズ全体のヒロイン、主人公。父親のジャーナリストは戦地で爆撃に巻き込まれて戦死し、遺留品も戦場の混乱の中で散逸してしまった。そのことが契機となって、人が変わったようになり、長い髪を切り、自身のからだを提供し、食料や日用品などの物資を手に入れるようになった。
7年後、国境に近い料理店のウエイトレスとして、ナギと再会し、誰のものともわからぬ息子を産み、育てていた。「人間は土地ではなく、人の元に帰る」とナギに語った。
イオ
第一作『世界の果ての十七歳』の主人公。畑仕事をしている。ナナリのしている売春行為に気づいていながら、異常気象のためにうまく作物が育たないため、それを止めることのできない自分に歯痒さを感じている。18歳から45歳までの健康な男子に送られてくる召集令状を受けて、ナナリに、自分の片足を提供する。
リウ
第二作『世界の果ての十七歳Ⅱ』の主人公。地主の息子。ナナリが体を提供する代償として物資を支給してくれている。ナナリに、セックスなしでも食物を与えるとも言っているが、ナナリが納得しないため、関係を続けている。召集令状が届き、戦場に赴く運命にある。同い年の幼馴染みが兄と婚約してしまい、憤懣の念を覚えており、その後兄が戦地へ赴き、幼馴染みが自分と関係を持つようになるも、自分も戦地で死ぬだろうという、鬱屈した復讐心を抱いている。
カナレ
第二作『世界の果ての十七歳Ⅱ』のヒロイン。リウの幼馴染みで、思わせぶりな態度をリウに見せていたが、その兄と結婚する。夫が軍医となり、戦地へ行ってしまい、その寂しさからリウに気を許して、関係を持ってしまう。リウの「自分は戦地へは行かない」という嘘を信じている。
ナギ
第三作『世界の果ての十七歳Ⅲ』の主人公。眼鏡をかけたいわゆるイケメン。工場の仲間と共同生活をしており、戦地へ赴く兵士に恐怖感を忘れさせる合成麻薬を作って、金儲けをしている。彼もまた、召集されて戦地へ赴き、左腕を失って帰国し、そこでナナリと再会し、ハユミのその後を知ることになる。
ハユミ
シリーズのもう一人のヒロイン。最終話『世界の果てのエピローグ』の主人公。兄が戦地で心神喪失状態でもどってきており、2ヶ月たっても話ができる状態ではないため、ナギから治療のための薬を貰っている。その後、兄は自殺し、7年後、娼館の娼婦としてナギと再会し、現在の自分の姿を見られたくなかったと悲しむ。
テオ
第三作『世界の果ての十七歳Ⅲ』、及び『世界の果てのエピローグ』に登場するナナリの息子。ナナリは、どこかしらみんなに似たところのある子供だと述べている。なぜ向日葵の花は毎年元気に咲くのか、と母親に尋ね、母親から「強い花だからだよ」という解答を貰う。

## 単行本
- 『世界の果ての十七歳』コアマガジン、ホットミルクコミックス、2008年5月9日発行

収録作品：「limit」・「世界の果ての十七歳」・「世界の果ての十七歳Ⅱ」（描き下ろし）・「世界の果ての十七歳Ⅲ」・「ピアノレッスン」・「初恋めぐり」・「世界の果てのエピローグ」（描き下ろし）